# Supercup 2017 (basketbal)
De wedstrijd om de Supercup op 5 oktober 2017 was de zevende editie van de Supercup in het Nederlandse basketbal. Gastheer was de regerend landskampioen Donar uit Groningen. Tegenstander was Landstede Basketbal uit Zwolle. Zwolle won voor de eerste maal de supercup. Voor de derde keer werd de wedstrijd gewonnen door de (mede-)bekerfinalist.

## Wedstrijd
| 5 oktober 2017 19.30 Finale Supercup | Donar                                                          | 69–77 | Landstede Basketbal                                       | Martiniplaza, Groningen |  |
| 5 oktober 2017 19.30 Finale Supercup | Sean Cunningham (16) Jason Dourisseau (9) Jason Dourisseau (2) |       | Noah Dahlman (20) Olaf Schaftenaar (9) Jordan Gregory (7) | Kwartstanden: 17–17, 22–14, 13–25, 17–21 Toeschouwers: 2.320 Scheidsrechters: A. van Bochove, B. van Slooten en F.J. de Jonge |  |
| 5 oktober 2017 19.30 Finale Supercup |                                                                |       |                                                           | |  |
|                                      |                                                                |       |                                                           | |  |

| Donar | Landstede Basketbal |

| Supercup 2017                    |
| -------------------------------- |
| Landstede Basketbal Eerste titel |